# Lengua de señas de Tijuana
La Lengua de señas de Tijuana es una lengua de signos de México para sordos, al parecer no guarda relación con la lengua de señas mexicana.
Henri Whittman, plantea que es una lengua aislada (un prototipo de lenguaje de señas) a pesar de que se desarrolló a través de la difusión de un estímulo lenguaje de señas existente, probablemente de la familia de lengua de señas francesa.